# Florian Gahre

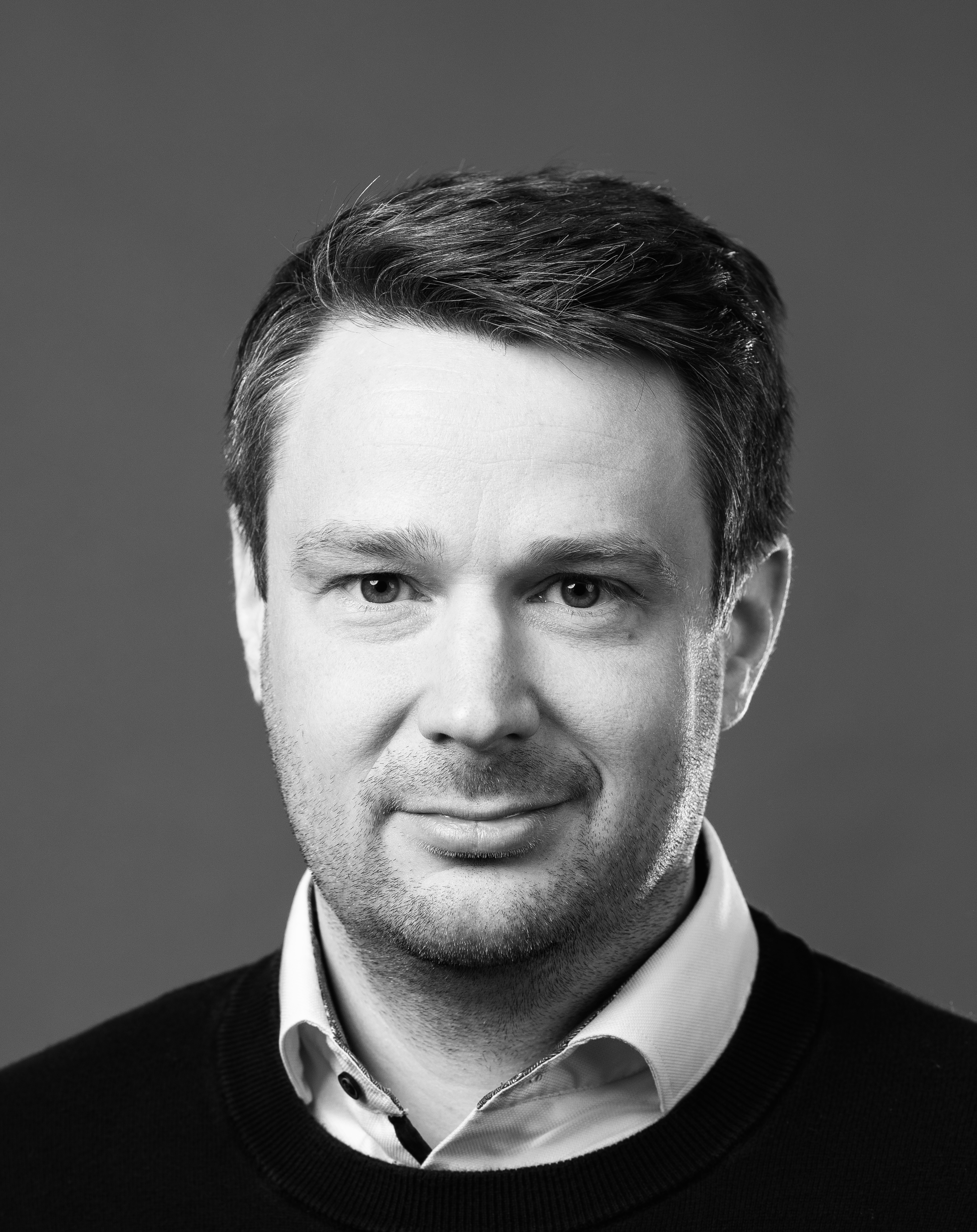
Florian Gahre, 2021

Florian Gahre (* 15. November 1982 in Celle) ist ein deutscher Politiker der SPD. Seit dem 1. November 2021 ist er hauptamtlicher Bürgermeister der rund 22.000 Einwohner-Gemeinde Uetze (selbstständige Gemeinde) in der Region Hannover und damit Dienstvorgesetzter von rund 500 Beschäftigten. Er ist zudem stellvertretender Vorsitzender des SPD-Unterbezirks Region Hannover. Gahre ist zudem Mitglied im Vorstand des Wasserverbandes Peine sowie Aufsichtsratsvorsitzender der Gemeindewerke Uetze und der Gemeindebetriebe Uetze.

## Leben
Gahre wurde 1982 im niedersächsischen Celle geboren und lebte bis zur Scheidung seiner Eltern in Ehlershausen (Stadt Burgdorf), anschließend in Celle und Burgdorf. Er besuchte zuletzt das Wirtschaftsgymnasium in Lehrte und absolvierte in den Jahren von 2002 bis 2005 eine Ausbildung zum Verwaltungsfachangestellten bei der Stadt Burgdorf.
Von 2010 bis zu seiner Wahl im Jahr 2021 war Florian Gahre bei der Behörde für Inneres und Sport (vergleichbar mit dem Innenministerium eines Flächenstaates) der Freien und Hansestadt Hamburg als Referatsleiter für Finanzen der Feuerwehr tätig. Während der Corona-Pandemie verantwortete er im Krisenstab der Feuerwehr zusätzlich die Kontaktnachverfolgung sowie Test- und Impfstrategie für die nichtpolizeiliche Gefahrenabwehr der Freien und Hansestadt Hamburg. In diesem Zusammenhang organisierte er ein engmaschiges Testregime für die Beschäftigten der Berufs- und Freiwilligen Feuerwehr sowie des Rettungsdienstes der Hansestadt. Das von ihm mitentwickelte Konzept wurde teilweise bundesweit adaptiert.
Im September 2020 wurde Gahre von der SPD in Uetze zum Bürgermeisterkandidaten nominiert. Er setzte sich bei der Kommunalwahl in Niedersachsen gegen seine Mitbewerber Dirk Rentz (CDU) und Oliver Wempe (Freie Wähler) im ersten Wahlgang mit 60,01 % durch. Er löste damit seinen Vorgänger Werner Backeberg ab. Dieser war zuvor 20 Jahre lang Bürgermeister der Gemeinde Uetze.
Florian Gahre ist verheiratet mit Vanessa Gahre, gemeinsam haben sie zwei Kinder.